# مالونيل كو-أ
مالونيل-كو-أ  Malonyl-CoA هو أنزيم مشتق من حمض المالونيك . له دور رئيسي في عمليات الأيض  و تخليق الأحماض الدهنية في أجسام الكائنات الحية.

## الوظائف
يلعب مالونيل-كو-أ  دورًا رئيسيًا في استطالة السلسلة في التخليق الحيوي للأحماض الدهنية والتخليق الحيوي للبوليكيتيد .

### التخليق الحيوي للأحماض الدهنية الخلوية
يوفر مالونيل-كو-أ  وحدتين من الكربون للأحماض الدهنية ثم في عملية تخليق الأحماض الدهنية يتم من تلك الوحدات  تركيب سلاسل  أحماض دهنية متعددة ومختلفة.
يتكون مالونيل-كو-أ  من كربوكسيل أسيتيل-CoA باستخدام إنزيم أسيتيل-كو-أ كربوكسيلاز   . ينضم جزيء واحد من أسيتيل-كو-أ مع جزيء من البيكربونات ،  مما يتطلب طاقة تـٌستمد  من ATP ، أي (طاقة تستمد من جزيء أدينوسين ثلاثي الفوسفات).
يستخدم مالونيل-كو-أ  في التخليق الحيوي للأحماض الدهنية بواسطة إنزيم مالونيل-كو-أ : بروتين حامل ألأسيل ترانساسيلاز (MCAT). يعمل MCAT على نقل مولانات من مالونيل-كو-أ  إلى الطرف   ثيول في بروتين حامل الأسيل   (ACP).

### تخليق الأحماض الدهنية الميتوكوندريا
يتكون مالونيل-كو-أ  في الخطوة الأولى من تخليق الأحماض الدهنية في الميتوكوندريا (mtFASII) من حمض المالونيك بواسطة مركب مالونيل-كو-أ سينثتاز  ( ACSF3 ).

### تخليق بوليكيتيد
تشارك MCAT أيضًا في التخليق الحيوي للبوليكيتيد البكتيري. يشكل إنزيم MCAT مع بروتين حامل الأسيل  (ACP) ، ومركب بولي كيتيد سينثيز (PKS) ومغاير عامل متغاير طول السلسلة ، يكوّن الحد الأدنى من PKS من النوع الثاني من البوليكيتيد.

### التنظيم
مالونيل-كو-أ  هو جزيء شديد التنظيم في تخليق الأحماض الدهنية ؛ على هذا النحو ، فإنه يثبط خطوة تحديد المعدل في أكسدة بيتا للأحماض الدهنية. يمنع مالونيل-كوأ  الأحماض الدهنية من الارتباط بالكارنيتين عن طريق تنظيم إنزيم كارنيتين أسيل ترانسفيراز ، وبالتالي منعهم من دخول الميتوكوندريا ، حيث تحدث أكسدة الأحماض الدهنية وتحللها.
(كو-أ يسمى أيضا في العربية مرافق الإنزيم-أ )

## الأمراض ذات الصلة
يلعب مالونيل-كو-أ  دورًا خاصًا في إزالة الميتوكوندريا لحمض المالونيك السام في اضطراب التمثيل الغذائي الذي يجمع بين حمض البيلة المالونية والميثيل مالونيك (CMAMMA). في CMAMMA بسبب ACSF3 ، يتم تقليل إنزيم مالونيل-كو-أ سينثتاز   ، والذي يمكن أن يولد مالونيل-كوأ  من حمض مالونيك ، والذي يمكن تحويله بعد ذلك إلى أسيتيل-كوأ  بواسطة  مالونيل-كوأ ديكاربوكسيلاز  .<ref name=":1">مالونيل-كوأ ديكاربوكسيلاز</a> ، يتم تقليل مالونيل-كوأ ديكاربوكسيلاز ، مما يحول مالونيل-كو-أ  إلى أسيتيل-كو-أ.
{\displaystyle \mathrm {Malonic\ acid+CoA+ATP\ {\xrightarrow[{ACSF3}]{Malonyl{-}CoA\ Synthetase}}\ Malonyl{-}CoA\ {\xrightarrow[{MLYCD}]{Malonyl-CoA\ Decarboxylase}}\ Acetyl{-}CoA} }

## أنظر أيضا
- أسيتيل كو-أ
- MCAT (جين)
- أسيتيل كو-أ كربوكسيليز

## روابط خارجية
- الأمل في طريقة جديدة للتغلب على السمنة

قالب:Fatty-acid metabolism intermediates